# Taffy (desenho animado)
Taffy é uma série de desenho animado francesa co-criado por Mike de Seve e Pierre Sissman. A série é produzida pela Cyber Group Studios, em coprodução com a Turner Broadcasting System Europe  com a participação da France 4 na primeira temporada e da WarnerMedia e Gulli na segunda temporada. A série vai ao ar no Boomerang em toda a Europa.

## Sinopse
A série segue um guaxinim cinza, Scraggs, que é adotado pela Sra. Muchmore após pensar que ele é um gato chamado Taffy. Seu principal animal de estimação, um dobermann chamado Bentley, está determinado a revelar o segredo de Taffy à Sra. Muchmore. Outros personagens incluem o mordomo da Sra. Muchmore, Forsythe, seu preparador físico, Binikos, e amigos - Addie, uma garotinha, e os amigos guaxinins de Taffy do lixão, Mish e Mash. Vários outros personagens secundários e de fundo aparecem frequentemente na série, como as amigas da Sra. Muchmore, Sra. Highcost e Sra. Allperfect, que também são senhoras ricas.

## Produção
Em julho de 2017, a France Televisions fez parceria com a Boomerang para começar a produzir um desenho animado pastelão inspirado em Tom e Jerry, que estrearia no outono de 2018 com um total de 78 episódios. O espetáculo utiliza animação digital de fantoches, com designs estilizados que lembram desenhos animados dos anos 90 e 50. Em setembro de 2019, uma segunda temporada foi renovada, contendo 78 segmentos de 7 minutos, com estreia prevista para 2020, mas foi adiada para 2022 em vários canais do Boomerang.

## Transmissão
A série estreou no Boomerang Africa em 17 de dezembro de 2018 e mais tarde foi ao ar em várias estações Boomerang ao redor do mundo em 2019, especialmente no Reino Unido, que começou a transmitir o programa em 7 de janeiro de 2019 e no Oriente Médio, onde foi ao ar em maio de 2019 no Boomerang MENA. Também foi lançado na Índia em 24 de janeiro de 2022 no Cartoon Network e no Paquistão em 19 de fevereiro de 2022 neste último. A primeira série está disponível no Amazon Prime, e a segunda série vai ao ar no CBBC e está disponível no BBC iPlayer no Reino Unido.
No Brasil, a série estreou originalmente no canal Boomerang (atualmente Cartoonito) em 24 de abril de 2019, até que deixou de exibir em 30 de novembro de 2021, com a 1ª dublagem feita na Bravo Studios. Em 2023, a Globo adquiriu os direitos da série e estreou através no canal Gloob em 4 de setembro, com a nova dublagem feita pela Beck Studios.